# Transmission radio

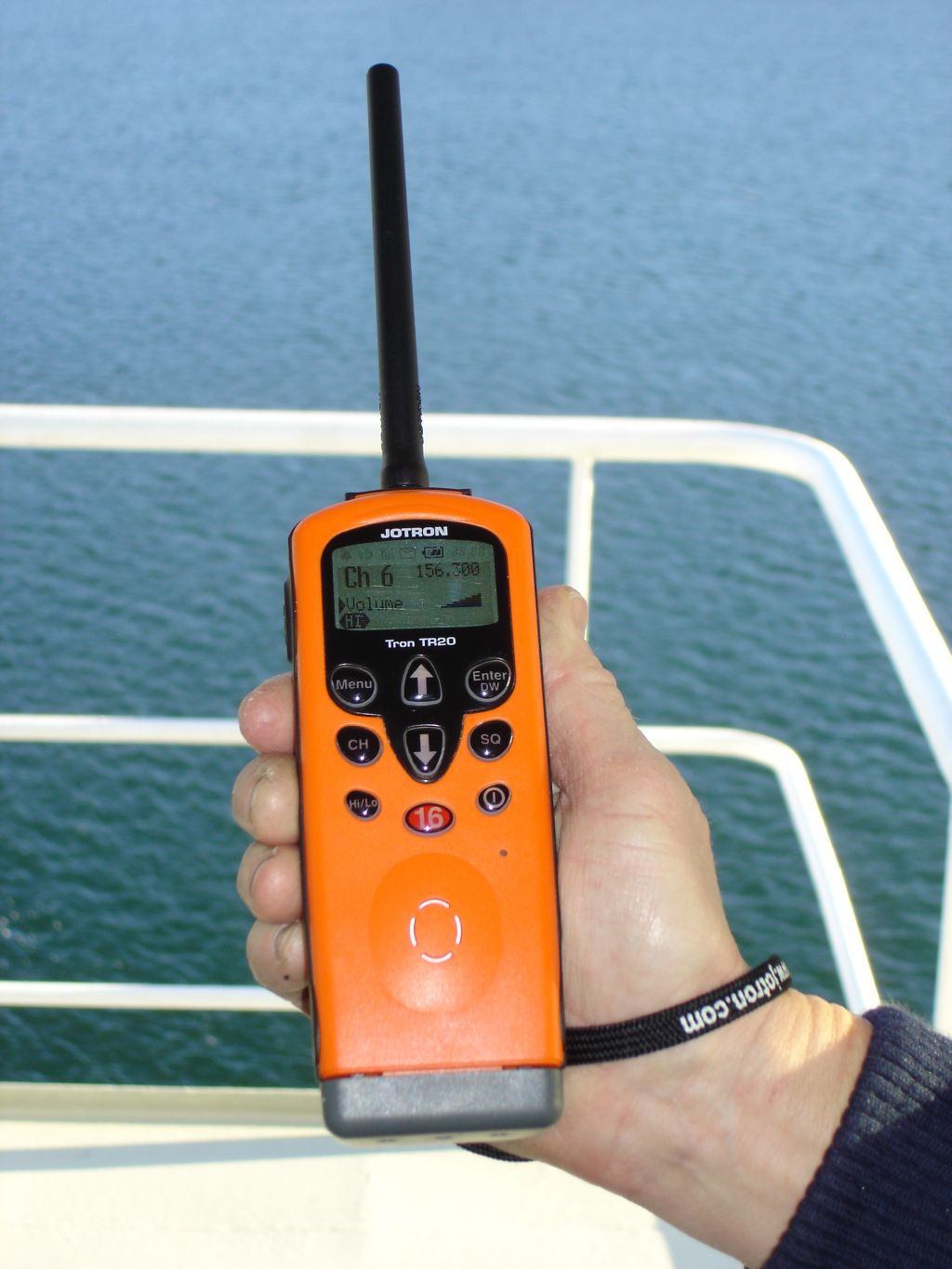
Un walkie-talkie communique via des ondes radio

Une transmission radio consiste à utiliser comme support de transmission d'un message une onde radioélectrique.
- L'émission s'effectue à l'aide d'un émetteur radio et d'une antenne, tandis que la réception s'effectue sur un récepteur radio réglé sur la même fréquence.
- Souvent un émetteur et un récepteur sont réunis dans un même boîtier, sauf dans le cas de la radiodiffusion ou le récepteur n'a qu'une seule fonction.

- La partie de l'émetteur qui permet de transformer le son en onde est le microphone. Celui-ci est muni d'une membrane qui réagit aux basses fréquences de la voix par exemple. En vibrant, elle entraîne une bobine qui glisse dans un aimant. Ce mouvement de va-et-vient crée un champ magnétique de même fréquence que la voix.